# Tram van Gmunden

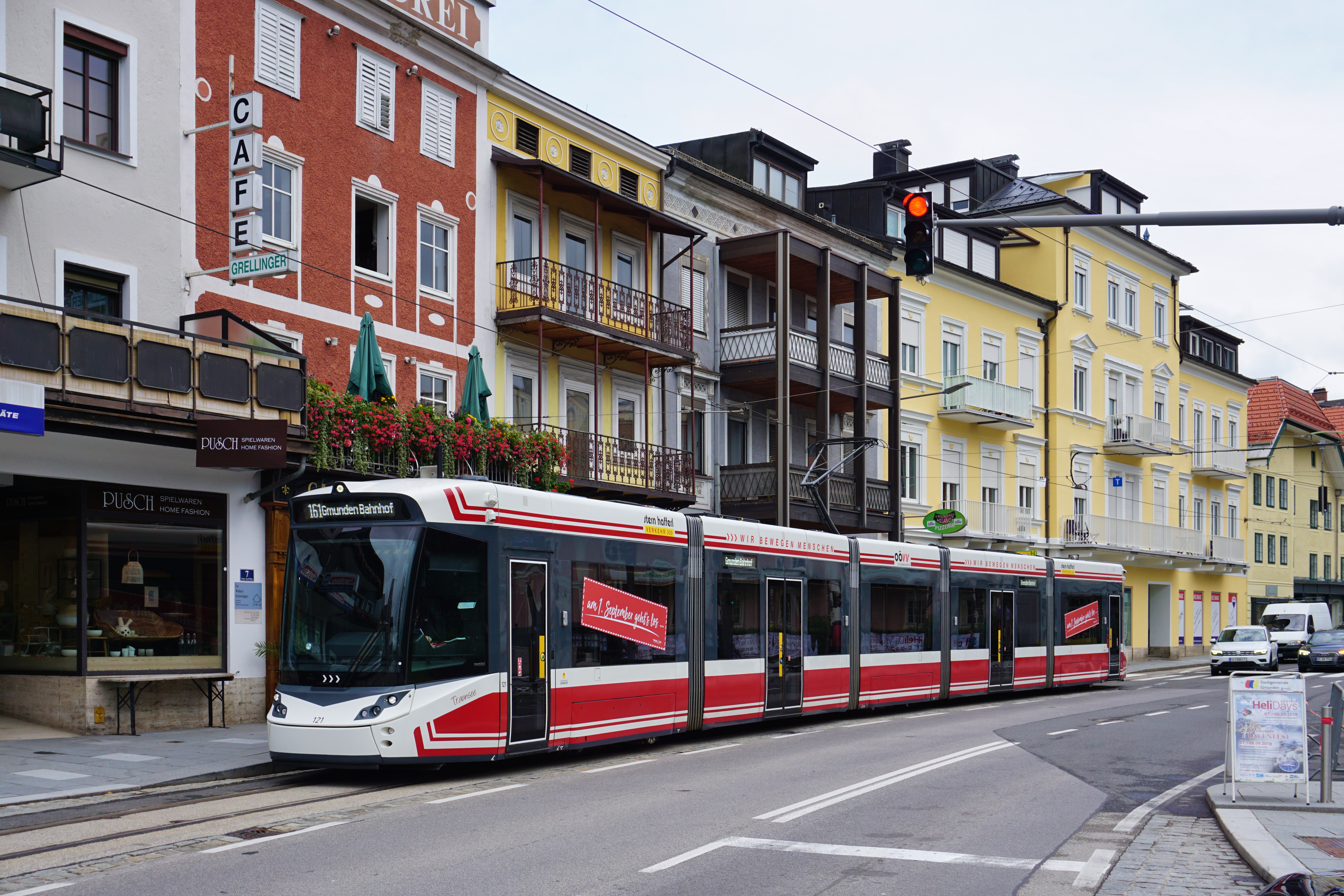
Tramlink in het centrum.

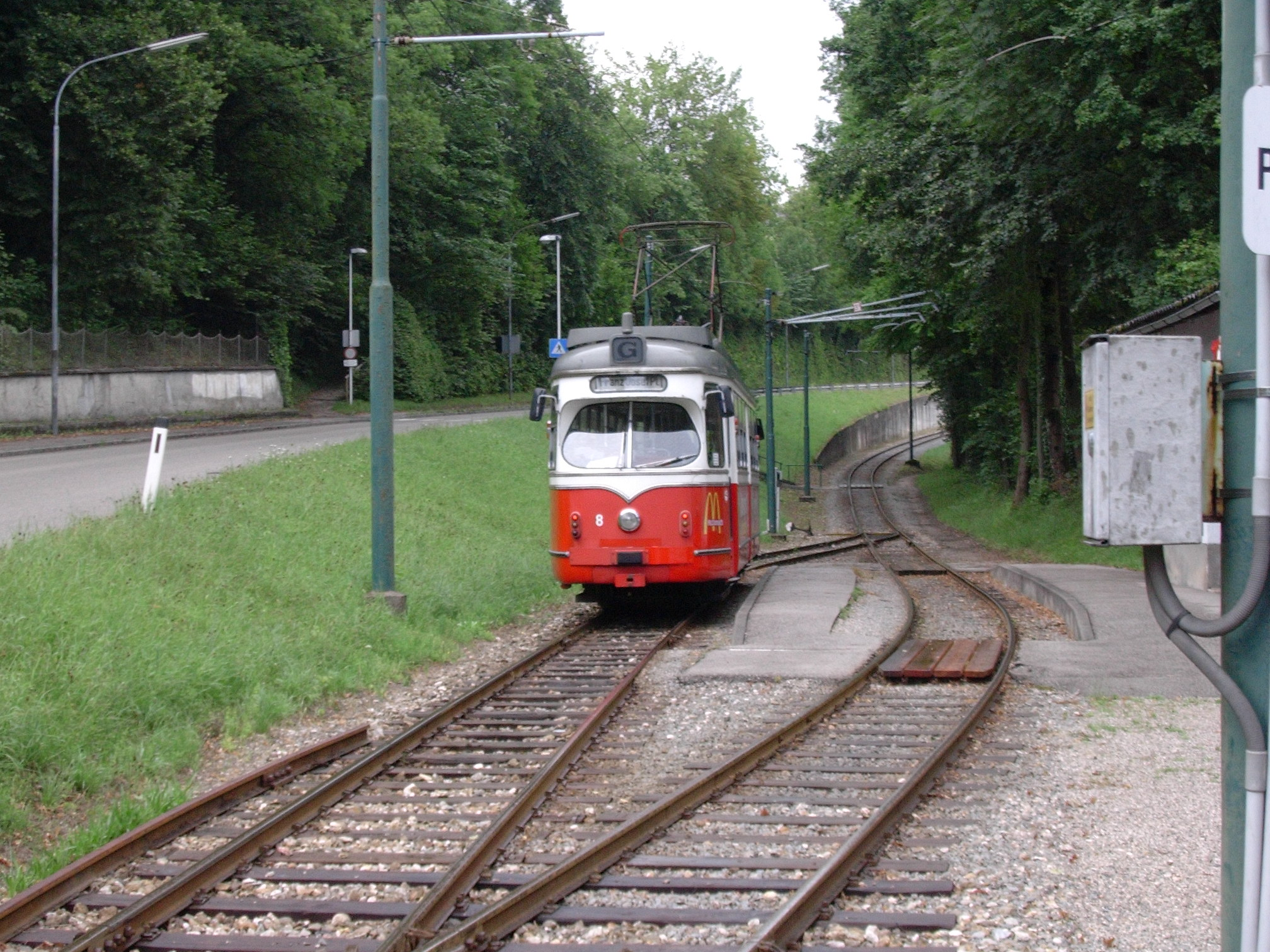
Motorwagen 8 op een wisselplaats onderweg op de steile helling van de lijn.

De tram van Gmunden was waarschijnlijk het kleinste trambedrijf ter wereld. De lijn werd in 2018 gekoppeld met de Traunseebahn, wat in 1912 al het plan was. Deze gekoppelde lijn wordt in de markt gezet onder de naam Traunsee Tram.

## Geschiedenis
In 1883 werd het ingenieursbureau Stern und Hafferl opgericht. In eerste instantie ontwierpen ze alleen spoorlijnen. Later werd het ook een bouwbedrijf, vooral van energiecentrales. Zo'n centrale combineren met een elektrische tram of trein was een win-win combinatie. 
In 1894 werden binnen zes maanden de tramlijn in Gmunden aangelegd, en een centrale, remise, en dienstwoningen gebouwd. Dit was de eerste keer dat Stern und Hafferl een vervoerbedrijf gingen uitbaten.
Op 13 augustus 1894 werd de 2,5 kilometer lange tramlijn geopend, met 600 volt bovenleidingspanning, tussen het hooggelegen ÖBB-station en het zestig meter lager gelegen stadscentrum van Gmunden. De ook geplande zijlijn naar Altmunster en twee goederenlijnen kwamen er echter nooit. In 1895 werd het "Arkadenhaus" geopend, met daarin het hoofdkantoor van het vervoerbedrijf, pal aan de tramlijn. 1975 werd de lijn één halte ingekort. Sindsdien was de metersporige tramlijn 2,3 kilometer lang. 
Er waren ruim 100 jaar plannen om de lijn te verlengen vanaf halte 'Franz-Josef-Platz' naar het beginpunt van de Traunseebahn en te koppelen aan de lokaaltrein. Diverse oorzaken zoals oorlogen en politieke onenigheid hielden het steeds tegen. 
Het beginpunt lag tegenover het treinstation, maar bij de vernieuwing kwam er een nieuw gecombineerd tram- en treinstation, zodat je niet meer de straat moet oversteken. 
De baan ligt eerst naast de weg, bijna beneden middenin de krappe Kuferzeile, en helemaal beneden weer naast de weg. 
De reden voor de inkorting was dat sommigen de tram hinderlijk vonden voor het toegenomen autoverkeer. Het aantal passagiers daalde hierdoor. Het gevolg was discussie over het voortbestaan. Het gevolg daarvan was de oprichting van de vereniging Pro Tram Gmunden, die met steun van Stern & Hafferl flink aan de weg timmerde. Het resulteerde in een jarenlange status quo, waarbij de tram bleef rijden. Daarbij werd en wordt als vanouds het hoofdkantoor van Stern & Hafferl gepasseerd, dat nog steeds in hetzelfde Arkadenhaus gevestigd is; het bouwbedrijf is naar de rand van de stad verhuisd. Dat moderne pand is gebouwd door Stern & Hafferl Bau. 
Uiteindelijk in 2003 besloten alle partijen in de gemeenteraad eensgezind tot vernieuwing en uitbreiding van de tram. De vernieuwing van de oude lijn werd gerealiseerd, maar de verlenging liep weer vast. Deze keer omdat de provincie de brug over de Traun niet wilde vervangen. Die was van 1960 en zij vonden dat die nog wel 30 jaar mee kon. Maar de brug was te zwak voor trams. Uiteindelijk kwamen ze toch over de brug. 
Na een jarenlange aanleg, zijn op 1 september 2018 beide lijnen als één doorgaande lijn in gebruik genomen, 106 jaar na het eerste plan. Dat de aanleg van zo'n kort stukje zo lang duurde, komt mede doordat de brug over de Traun opnieuw gebouwd moest worden. De belangrijkste hoofdweg was door de aanleg lang een grote bouwput, en slechts voetgangers konden over de Traunbrug.

## Kenmerken
De tram en de lokaaltrein werden als vanouds uitgebaat door het private vervoerbedrijf Stern & Hafferl. Op de lijn werden inmiddels 'hoogbejaarde' vierassers ingezet. Deze tweerichtingtrams hebben/hadden slechts aan een zijde deuren. Sinds de lijnen gekoppeld zijn, rijden er moderne gelede lagevloertrams op de hele lijn, tussen station Gmunden en station Vorchdorf. Het betreft de Tramlink gebouwd bij Stadler in Valencia. 
Het zijn de eerste echt nieuwe trams sinds 1961; In dat jaar werd voor het eerst sinds 1912 één echt nieuwe tram aangeschaft, in plaats van 2e hands. De historische trams rijden alleen nog bij evenementen; de oudste oorspronkelijke tram is uit 1911. De oudste die niet oorspronkelijk van de Gmundense tram is dateert uit 1898. De nu doorgaande lijn wordt ook door Stern & Hafferl geëxploiteerd, evenals de lijn Lambach - Vorchdorf (Vorchdorferbahn). 
Om bij de verlenging af te zijn van tegen het autoverkeer in rijden op enkelspoor, werd dit gedeelte met dubbelspoor aangelegd. Gewoon in de weg, want ruimte voor een vrije baan is er niet. Bijzonder is dat het nieuwe traject door twee oude krappe poortenvoert, met huizen er op. De "oude" tramlijn gebruikte de lijnletter G; sinds de koppeling is het lijnnummer 161, hoewel Google Maps alleen de R van "Regiotram" aangeeft. Lijn 161 rijdt de hele week elke 15 minuten tussen Gmunden ÖBB en Gmunden Engelhof; doordeweeks rijden twee van de vier ritten door naar Vorchdorf; op zaterdag en zondag rijdt er maar één per uur door. Er is doordeweeks meestal een goede aansluiting op de Vorchdorferbahn, echter maar één keer per uur.

### Haltes
Bahnhof - Grüner Wald - Kraftstation - Rosenkranz - Tennisplatz - Kuferzeile - Bezirkshauptmannschaft - Franz-Josef-Platz - Klosterplatz - Seebahnhof, en dan verder over de spoorbaan naar Vorchdorf. Tot circa 2000 kon het eerste deel van de lokaalijn ook door de ÖBB gebruikt worden; er waren daarom twee spoorwijdtes. In 1989 werd het reizigersverkeer op de ÖBB-lijn opgeheven.

## Trivia
- Een gedeelte van het traject was ooit de tweede spoorlijn op het vasteland van Europa. Deze diende vooral voor zout-transport, had gedeeltelijk houten rails, paardentractie en ging via Linz naar České Budějovice (Budweis). Deze route is nog grotendeels te volgen als fiets- of wandelroute, met  informatieborden, zo ook bij de poorten in Gmunden. Op een paar korte delen na is de route niet meer in gebruik voor treinen. Maar ver boven Linz is er een korte reconstructie, met replica-"trein" van anno 1835.
- Tot in 2009 was het mogelijk om met vier Stern und Hafferl-lijnen achter elkaar te reizen, zij het dat het zelden goed op elkaar aansloot. Ten eerste nam men de tram. Vanuit het centrum van Gmunden liep men (of met de bus) naar het Seebahnhof. Daar stapte men op de 2e lijn, de Traunseebahn naar Vorchdorf. Aldaar was het overstappen op de Vorchdorferbahn naar Lambach. En daar ten slotte overstappen op de Haager Lies naar Haag am Hausruck. In 2009 werd die laatste opgeheven omdat aanpassen te duur was. Deze regio was de enige waar er 'zoveel' Stern&Hafferl-lijnen min of meer op elkaar aansloten.